# リュウキュウザルガイ
リュウキュウザルガイ（Vasticardium flavum）はザルガイ科に属する 二枚貝の一種で、貝殻は高さ約5cm以下、三角形の放射肋が約30本刻まれる。奄美諸島以南の西太平洋の潮間帯下から水深20mまでの砂底に棲む。肋上に黒い斑点があり肋幅が広くて鱗片状の突起が強いものを「ゴマフザルガイ」 (Vasticardium nigropunctatum Habe & Kosuge, 1966)と呼ぶが、Vasticardium pectiniformeと同種と見なされるようになった。 
　
　
| 小月面           | 認められない       | 長円形で深くくぼむ           |
| 外面の色         | 白色               | 黄色を帯びることが多い       |
| 後側の色         | 前側と同じく白色   | 黄色みを帯びた貝も後部は白色 |
| 内面の色         | 白色               | 多少色づく                   |
| 以下は図鑑による |                    |                              |
| 和名             | ゴマフザルガイ     | リュウキュウザルガイ         |
| 放射肋           | 幅広く、肋上に黒点 | やや狭い                     |
| 肋上の鱗片状突起 | 強い               | 密に刻まれ後端では弱まる     |